# Ignacio Ramírez
Ignacio Ramírez (San Miguel el Grande (Guanajuato (állam), 1818. június 23. – Mexikóváros, 1879. június 15.) liberális reformpolitikus volt Mexikóban.

## Élete
Előkelő és művelt indián családból származott és „El Nigromante” néven vált ismertté. Igazi homo universalis volt, pedagógus, újságíró, (alkotmány)jogász, költő, dramaturg, és volt igazságügyi miniszter is. Szinte az összes munkaterületén kora legjobbjai közé tartozott. Kitartóan harcolt azért, hogy az egyház befolyása csökkenjen az oktatásban és képzésben.
Ignacio Ramírez 1835-ben kezdett el egyetemre járni az Academia de Letránra, ahol művészetet és jogot kezdett el tanulni, majd Santiago de Querétaro és Mexikóváros egyetemein folytatta tanulmányait. 1845-ben reformújságot alapított „Don Simplicio” címmel Mexikóvárosban, majd egy évvel később egyletet is alapított az Egyesült Államok inváziójának elhárítására. 1848-ban diplomázott és egy ügyvédi irodában dolgozott Tolucában, míg ugyanabban az évben ki nem nevezték Tlaxcala állam kormányzójává. Négy évvel később, 1852-ben Sinaloa helytartója lett.
Mexikó - egyik - diktátora, Antonio López de Santa Anna 1853-ban letartóztatta; Ramírez csak két évvel később szabadult, a diktátor megbuktatása után. A szintén indián származású Benito Juárez elnöksége idején Ramírez igazságügyi, majd oktatásügyi miniszter lett. Ebben a funkciójában alapította a Mexikói Nemzeti Könyvtárat és szorgalmazta az egyetem bővítését. Pánlatin beállítottsága ellenére küzdött a francia invázió ellen, újságíróként is. Ezért 1864-ben az Egyesült Államokba kellett menekülnie. Veracruzban a franciák kivonulása után de még röviddel I. Miksa mexikói császár lemondatása előtt mégis elfogták.
Miután Ignacio Ramírez kiszabadult, 1867-ben a legfelsőbb bíróságon lett ügyész, de újra le lett tartóztatva, mert kritizálta Bénito Juárez újraválasztását. Az új elnök, Porfirio Díaz 1876-ban újra kinevezte igazságügyi miniszterré.